# Fernando Francisco de Ávalos
Nem tévesztendő össze rokonával, Francesco Ferdinando d’Avalos d’Aquinóval, Pescara VII. márkijával, Vasto III. márkijával (1530. k. – 1571)
Fernando Francisco de Ávalos teljes nevén Fernando Francisco de Ávalos Aquino y Cardona, olaszul: Ferdinando (Ferrante) Francesco d’Avalos, Pescara V. őrgrófja (márkija), 
(Nápoly, 1489 – Milánó, 1525. november 4.) 
spanyol családból született olasz zsoldoskapitány (condottiero), az itáliai spanyol királyi hadsereg tábornoka, több itáliai háború hadvezére. Az 1512-es ravennai csatában francia fogságba esett, de hamarosan kiszabadult. Harcolt a cambrai-i liga további háborúiban. Az itáliai spanyol haderő főparancsnoka volt az első Habsburg–Valois háborúban. Legyőzte a franciákat az 1522-es bicoccai csatában és az 1525-ös páviai csatában. Neve előfordul Hernando / Fernando / Ferdinando / Ferrante és De Ávalos / D’Avalos / Davalos / Davalo változatokban is.

## Élete

### Származása, ősei
Fernando Francisco de Ávalos Nápolyban született, aragóniai–kasztíliai eredetű nemesi családból, ősei karddal szolgálták uralkodóikat.
Édesapja, Alfonso de Ávalos y Aquino († 1494) Pescara IV. márkija volt. Édesanyja María Hipólita Diana de Aragón y Cardona grófnő volt, aki a Cardona-ház szicíliai ágából származott. 1494-ben, az első itáliai háború idején, amikor VIII. Károly francia király csapatai elfoglalták Nápolyt, Alfonso de Ávalos márkit egy áruló meggyilkolta. Pescara V. őrgrófjának címe a 9 éves Fernandóra szállt. Apjának egyik húga, Beatriz de Ávalos 1488-ban a milánói születésű, nápolyi (később francia) szolgálatba állt Gian Giacomo Trivulzióhoz, Vigevano őrgrófjához ment feleségül.
Nagyapja, (I.) Iñigo de Ávalos y Tovar tábornok V. Alfonz aragóniai király szolgálatában állt, királyával együtt jött Dél-Itáliába, itt feleségül vette Antonia de Aquino y Gaetanót († 1493), Pescara III őrgrófnőjét (márkinőjét). Pescara őrgrófjának címét V. Alfonz király alapította 1442-ben.
Dédapja, Rodrigo (Ruy) López de Ávalos (1357–1428) toledói nemesember volt, aki II. János kasztíliai király uralkodása idején Kasztília főhadparancsnoka (condestable) lett, aktívan részt vett a Kasztíliai Királyság háborúiban, majd a Henrik infáns vezette hatalmi harcokban is (János király ellen), az államcsíny kudarca után száműzetésbe ment, Valenciában hunyt el.

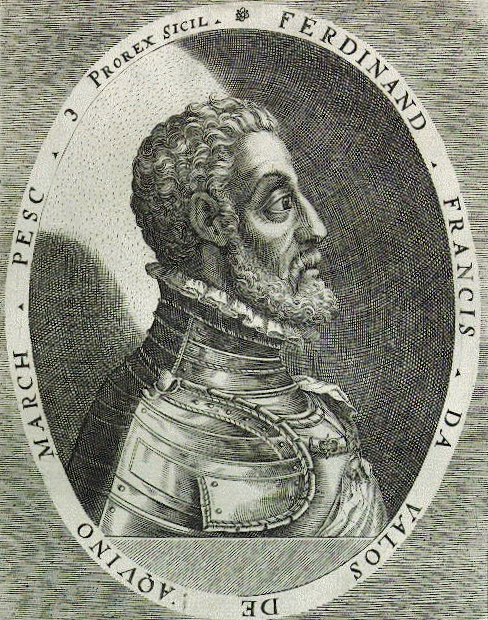
Fernando Francesco D'Ávalos

### Házassága, pályakezdése
Fernandót hatéves korában, 1491-ben szülei eljegyezték az ekkor alig egy esztendős Vittoria Colonna hercegnővel (1490 k. – 1547), aki Fabrizio Colonna condottiere-nek (tábornoknak) (1460–1520), Atessa márkijának, Carsoli bárójának és Agnese di Montefeltro grófnőnek (1470–1523) leánya volt. Az esküvőt 1509. december 27-én kötötték meg Ischia szigetén, Fernando 24, a menyasszony 19 éves volt ekkor.
Származása, családi kapcsolatai szorosan a nápolyi aragón nemesek pártjához kötötték. Az első itáliai háborúkban II. (Katolikus) Ferdinánd aragóniai királyt támogatta. 1512-ben, a Szent Liga háborúja során egy könnyűlovas csapattestet vezényelt a ravennai csatában Gaston de Foix herceg csapatai ellen, itt megsebesült és francia fogságába esett. Családi kapcsolatai segítették kiszabadulását. A milánói születésű olasz Gian Giacomo Trivulzio condottiere (1440–1518), Vigevano márkija, kiváló hadvezér, aki francia szolgálatba állt, és akit XII. Lajos király 1499-ben Franciaország marsalljává nevezett ki, Fernando feleségének, Colonna hercegnőnek távoli rokona volt. Trivulzio felesége, Beatrice de Ávalos grófnő pedig Fernando Francisco nagynénje volt. Trivulzio közbenjárására a király engedélyezte, hogy Fernandót családja kiválthassa 6000 dukátért.

### Az itáliai háborúk hadvezére
1513. október 7-én a La Motta-i csatában (más néven vicenzai csatában) Fernando de Ávalos vezette a spanyol gyalogságot a velenceiek ellen. Mielőtt emberei élén rohamra indult, kihirdette: „Ha elesnék, inkább ti lépjetek rám, az ellenség ne tehesse ezt.” (azaz „rohamozzatok tovább akkor is, ha én elestem”). Az 1513-as vicenzai csatától az 1522. április 29-én kivívott bicoccai csatáig, ahol Lautrec marsallt, a francia főhadparancsnokot győzték le és szorították ki Lombardiából, Fernando de Ávalos, Pescara őrgrófja az itáliai spanyol hadsereg tábornokaként harcolt, szövetségben Prospero Colonna condottierével, a pápai hadak parancsnokával, akinek az ambiciózus Ávalos elvileg az alárendeltje volt, de a büszke spanyol csak egyenrangú vezértársként volt hajlandó együttműködni vele. Kettőjük presztízsharca sok súrlódást eredményezett.
A bicoccai győzelem után azonban V. Károly császár nem Ávalost, hanem Colonnát nevezte ki itáliai hadsereg-főparancsnokká. Ávalos mellőzve érezte magát, Spanyolországba utazott, és panaszával felkereste a Valladolidban időző császárt. Az uralkodó többször is fogadta, hosszú és bizalmas beszélgetéseket folytatott vele. Végül a császár meggyőzte a büszke márkit, hogy időlegesen nyugodjon bele Colonna felsőbbségébe. Ávalos a maga részéről arról igyekezett meggyőzni Károlyt, hogy egy aragón születésű és spanyol koronához feltétlenül hű főnemes hosszú távon megbízhatóbb személy lenne spanyol fővezérnek, mint az olasz Colonna.
1524-ben, V. Károly német-római császár Provence ellen indított hadjáratát is Fernando de Ávalos márki vezette, egyik alvezére Antonio de Leyva volt, Terranova és Ascoli hercege. A francia királytól a császárhoz átpártolt III. Charles de Bourbon herceg, volt francia connétable csapataival megerősítve Ávalos megostromolta Marseille-t, de I. Ferenc francia király erős hadseregének közeledésére felhagytak az ostrommal, a császárnak fel kellett adnia az egész provence-i offenzívát, csapatai Piemontba húzódtak vissza.

### Győzelme Paviánál

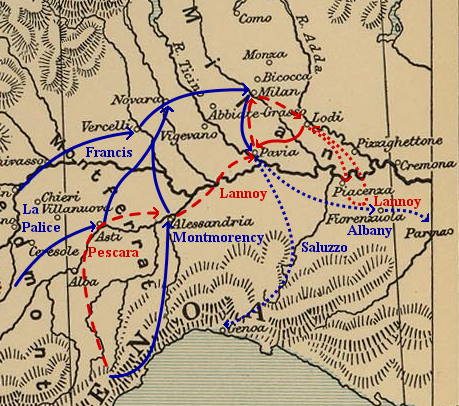
Az 1524–25-ös hadjárat

1524 őszén I. Ferenc király hadserege Nizzán keresztül betört Lombardiába, elözönlötte Észak-Itáliát és októberben elfoglalta Milánót.  A császár Fernando De Ávalos őrgrófot bízta meg, verje vissza a támadást. Ávalos nagy nehézségekkel nézett szembe, hadserege igen rossz védelmi pozíciókba szorult, a katonák alulfizetettek voltak, elégedetlenkednek.
1524. október 26-án a francia hadak ostrom alá vették Pavia városát, amelyet Antonio de Leyva tábornok elszántan védett. A franciák kiéheztetésre rendezkedtek be, az ostrom elhúzódott, közben a császár felmentő sereget toborzott. Az ellentámadás előkészítése sokáig tartott, Ávalos márki szívós türelemmel, jó szóval, biztatással és keménységgel tartotta meg a császár hűségén a nélkülöző veterán spanyol katonákat, és az elmaradt zsoldért zajongó német landsknechteket 1524–25 hosszú telén. 1525 januárjában csapatai elfoglalták Sant’Angelo Lodigiano községet, és elvágták a Milánó–Pavia összeköttetést. Február elején a felmentő sereg Pavia alá ért. Georg von Frundsberg német landsknechtjeit Milánó alól ide irányították, Fernando de Ávalos márki, fővezér spanyol csapatai és Charles de Lannoy nápolyi alkirály olasz katonái mellé a királyát eláruló III. Charles de Bourbon herceg csapata is csatlakozott.

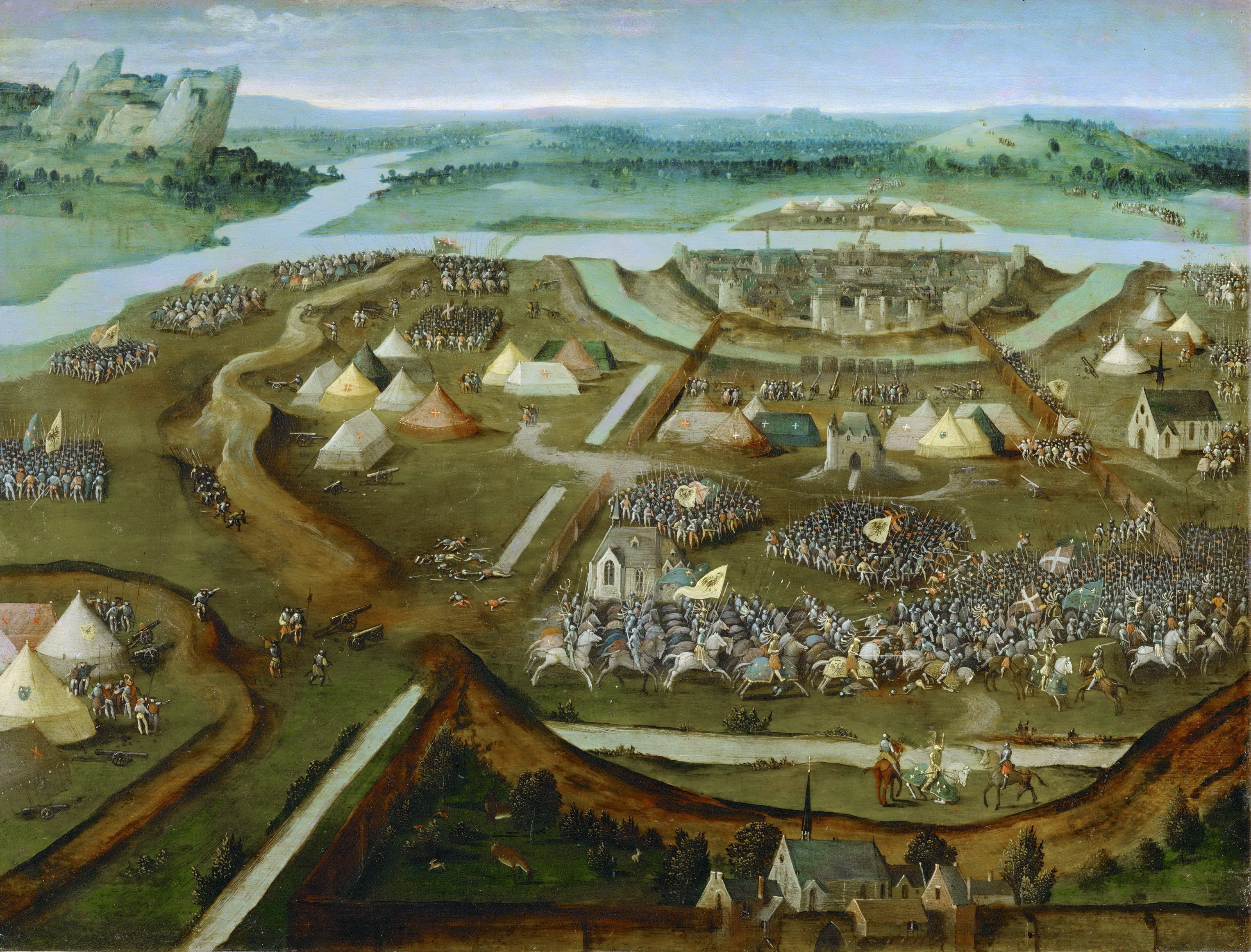
Korabeli festmény a paviai csatáról

1525. február 23-án éjszaka megindult a spanyol-német támadás a Paviát ostromló francia haderő ellen, amelynek balszárnyát Károly, Alençon grófja vezette, centrumot Jacques de La Palice marsall, a király veterán hadvezére parancsnokolta, a jobbszárnyon a francia szolgálatba szegődött svájci zsoldosok álltak. Az első rohamokat D'Alençon visszaverte, a korszerű francia tüzérség nagy pusztítást végzett a spanyol gyalogság soraiban, Ferenc király azonban – La Palice tanácsa ellenére, idő előtt rohamra küldte a francia nehézlovasságot. A roham lendülete elsöpörte a gyenge császári lovasságot, de megtört a spanyol arkebúz-lövészek puskatüzében. Maga La Palice marsall, fővezér is elesett, sok más francia főemberrel együtt. A gyalogság tömegében kegyetlen mészárlás folyt a német landsknechtek és a svájci zsoldosok között. A döntő csapást Fernando de Ávalos márki vegyes lövész- és könnyűlovas seregének rohama mérte a centrumba szorult francia egységek maradványaira, közben Antono de Leyva katonái is kitörtek a várból. A menekülő Ferenc király csapdába esett, megadta magát Lannoy alkirálynak. Ferencet a császár foglyaként Madridba szállították, ahonnan csak egy év múlva, 1526. március 18-án szabadulhatott, a megalázó madridi békeszerződés elfogadása után, fiait a szerződés biztosítékaként hátrahagyva.
A paviai győzelem után Fernando de Ávalos márkiról úgy hírlett, elégedetlen az elismeréssel, amit uralkodójától kapott. Francesco Sforza milánói herceg minisztere, Girolamo Morone megpróbálta őt bevonni egy titkos összeesküvésbe, amely egyszerre űzte volna ki a franciákat, spanyolokat és németeket Itáliából. De Ávalosnak átállásáért a Nápolyi Királyság koronáját ígérték. Ávalos azonban hű maradt V. Károlyhoz, jelentést tett a tervről, Moronét börtönbe vetette, és csapatokat küldött Milánóba. Francesco herceg elmenekült, a gyenge hercegi milícia csak velencei segítséggel tudott megőrizni néhány várost és erődítményt. A pártütő Francesco herceg csak nagy összegű kárpótlás fizetése fejében maradhatott a helyén.

### Elhunyta
A hadjáratokban szerzett sebesülései, és a tábori életmód nélkülözései miatt a márki egészsége megromlott. Ősszel megbetegedett, és  1525. november 4-én (más források szerint december 3-án) Milánóban meghalt, valószínűleg tífusz következtében. Ferdinand de Ávalosnak nem voltak gyermekei, így Pescara márkijának címe unokaöccsére, Alfonso d’Avalos Aquino y Sanseverinóra (1502–1546) szállt, ő lett Pescara VI. és Vasto II. őrgrófja. Alfonso márki szintén az itáliai Habsburg-haderő kitüntetett tábornoka volt, a paviai csatában ő vezette a spanyol lövészeket, és később, az 1530-as években V. Károly öccsének, Habsburg Ferdinánd főhercegnek szolgálatában Magyarországon harcolt a török ellen.

## Életrajzai
Paolo Giovio, Nocera püspöke, történetíró, Ávalos kortársa, latin nyelvű életrajzot írt róla, amit beillesztett Vitae (illustrium virorum) c. művébe. E művet a firenzei Lodovico Domenichi olaszra fordította és 1551-ben kiadta. A Giovio püspök által írt életrajzot Pedro de Vallés fordította spanyolra, és 1553-ban Historia del fortissimo y prudentissimo capitan Don Hernando de Avalos címen adta ki.

## Kapcsolódó szócikk
- Itáliai háborúk